# Granhöjdvattnet
Granhöjdvattnet är en sjö i Strömsunds kommun i Jämtland och ingår i Ångermanälvens huvudavrinningsområde. Sjön har en area på 0,433 kvadratkilometer och ligger 430,2 meter över havet. Sjön avvattnas av vattendraget Kvarnbäcken.

## Delavrinningsområde
Granhöjdvattnet ingår i det delavrinningsområde (712321-145562) som SMHI kallar för Utloppet av Granhöjdvattnet. Medelhöjden är 489 meter över havet och ytan är 6,01 kvadratkilometer. Det finns inga avrinningsområden uppströms utan avrinningsområdet är högsta punkten. Kvarnbäcken som avvattnar avrinningsområdet har biflödesordning 4, vilket innebär att vattnet flödar genom totalt 4 vattendrag innan det når havet efter 270 kilometer. Avrinningsområdet består mestadels av skog (93 procent). Avrinningsområdet har 0,43 kvadratkilometer vattenytor vilket ger det en sjöprocent på 7,1 procent.